# Karen O
Karen Lee Orzolek oder Karen O (* 22. November 1978 in Seoul, Südkorea) ist eine amerikanische Sängerin und Musikerin.

## Karriere
Karen O wurde in Südkorea geboren, wuchs aber in den Vororten New Jerseys auf und war in ihrer Jugend Mitglied in verschiedenen Bands. Gemeinsam mit zwei Bekannten, Brian Chase, den sie während ihrer Zeit am Oberlin College traf, und Nick Zinner, den sie kennenlernte, als sie an der New York University studierte, gründete sie im Sommer 2000 die Band Yeah Yeah Yeahs. Sie ist die Sängerin der Band.
2004 zog sie nach Los Angeles. Vier Jahre später gründete sie im New Yorker Stadtteil Brooklyn die Band Native Korean Rock als Nebenprojekt zu den Yeah Yeah Yeahs.
Karen O arbeitete an verschiedenen Filmproduktionen mit. Für den Film Wo die wilden Kerle wohnen (2009) schrieb sie den Soundtrack, der in den US-Charts bis auf Platz 35 kam. Zwei Jahre später coverten sie, Trent Reznor und Atticus Ross Led Zeppelins Immigrant Song für den Film Verblendung.
Für das Lied The Moon Song aus dem Film Her war sie zusammen mit Spike Jonze bei der Oscarverleihung 2014 in der Kategorie Bester Song nominiert, sie konnten die Auszeichnung allerdings nicht gewinnen.
Ihr erstes Soloalbum Crush Songs kam 2014 in den USA, in England und in Belgien in die Charts.
2015 sang sie den Titelsong "I Shall Rise" für das Computerspiel Rise of the Tomb Raider.

## Diskografie
siehe auch Yeah Yeah Yeahs
Alben
- Where the Wild Things Are (Karen O and the Kids, Soundtrack, 2009)
- Crush Songs (2014)
- Lux Prima (mit Danger Mouse, 2019)

## Filmografie
- 2009: Wo die wilden Kerle wohnen (Where the Wild Things Are)
- 2013: All Is Love (Kurzfilm)
- 2021: Wo ist Anne Frank (Where Is Anne Frank)